# Monumento a Julio Argentino Roca (Buenos Aires)
El Monumento a Julio Argentino Roca, en la ciudad de Buenos Aires, Argentina, es una obra conformada por tres esculturas de bronce sobre una base de granito pulido rojo. Inaugurado en 1941, hace honor al teniente general Julio Argentino Roca (1843–1914), político, militar y estadista argentino, artífice de la Conquista del Desierto, dos veces Presidente de la Nación Argentina (1880-1886 y 1898-1904) y representante de la llamada Generación del Ochenta que dirigió la política argentina durante más de treinta años.
El conjunto formado por Julio A. Roca sobre el caballo y las dos alegorías que se encuentran sobre el basamento fueron realizadas por el escultor y pintor uruguayo José Luis Zorrilla de San Martín (1891-1975) y el basamento por el escultor Alejandro Bustillo.
Se encuentra emplazado sobre la plazoleta Ricardo Tanturi, en la intersección de la Avenida Presidente Julio Argentino Roca (también conocida como "Diagonal Sur") con las calles Perú y Adolfo Alsina, en el barrio de Monserrat.

## Descripción

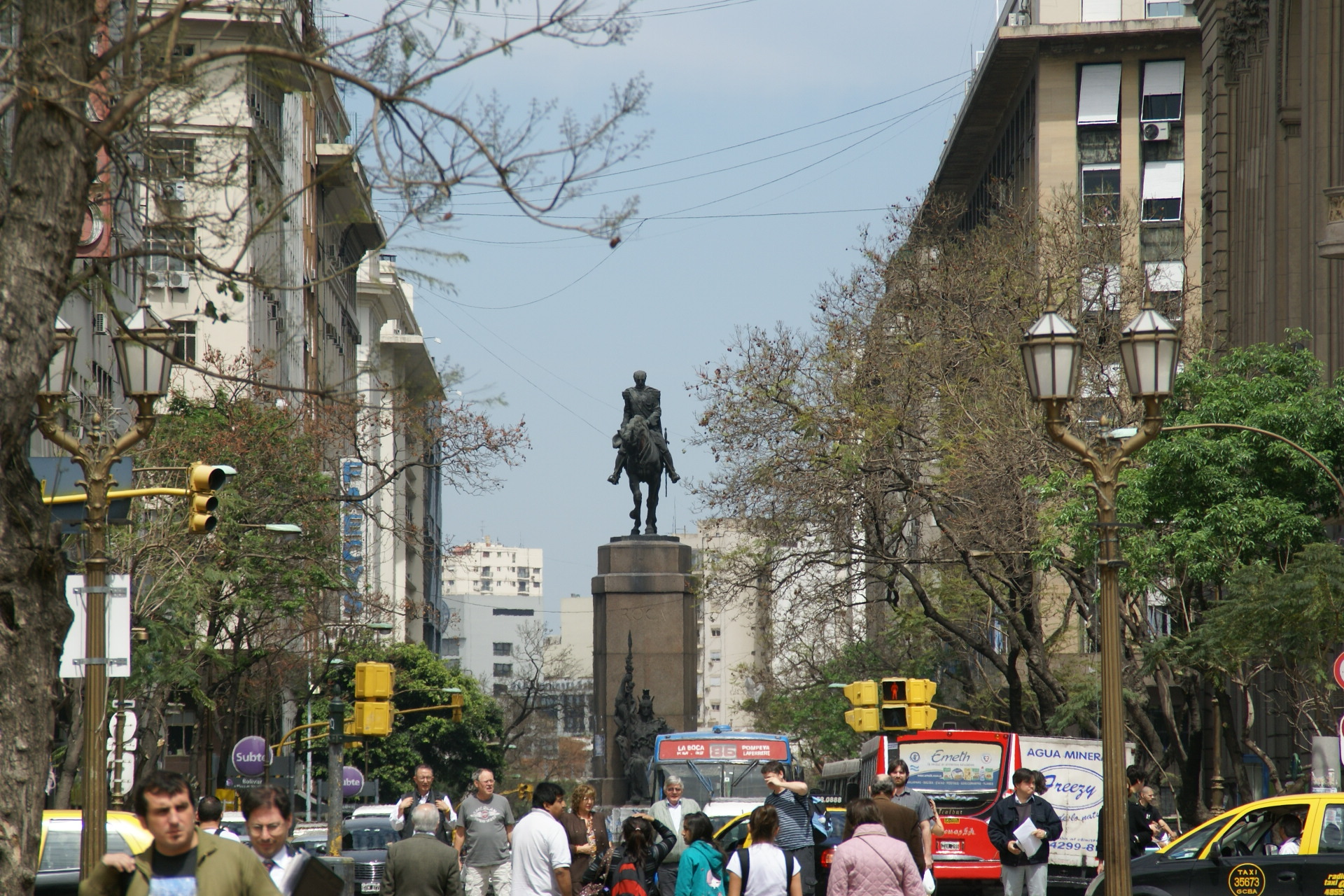

La escultura principal representa a Julio A. Roca  montado sobre la parte superior de un caballo, vestido de militar y con su espada. 
Dos alegorías completan el basamento:
- La posterior, que representa el trabajo, sostiene en la mano derecha la bandera nacional y apoya en la otra un arado.
- La frontal  que representa a la Patria (República Argentina) lleva una lanza en la mano derecha y en la izquierda una espada, apoya el antebrazo en el escudo.

Hay dos inscripciones, la firma: "J.L Zorrilla de San Martín / Fundición: Radaelli y Gemelli"; y en la leyenda frontal del basamento se lee:  "Roca".
Técnica, materiales y medidas
Figuras de bronce de aproximadamente 5 m de altura.
Base de mampostería inferior revestida de granito de aproximadamente 5 m.
Base de mampostería  superior revestida en granito de aproximadamente 9 m de altura.
Altura total del conjunto aproximadamente: 14 m.
No posee placas.

## Historia

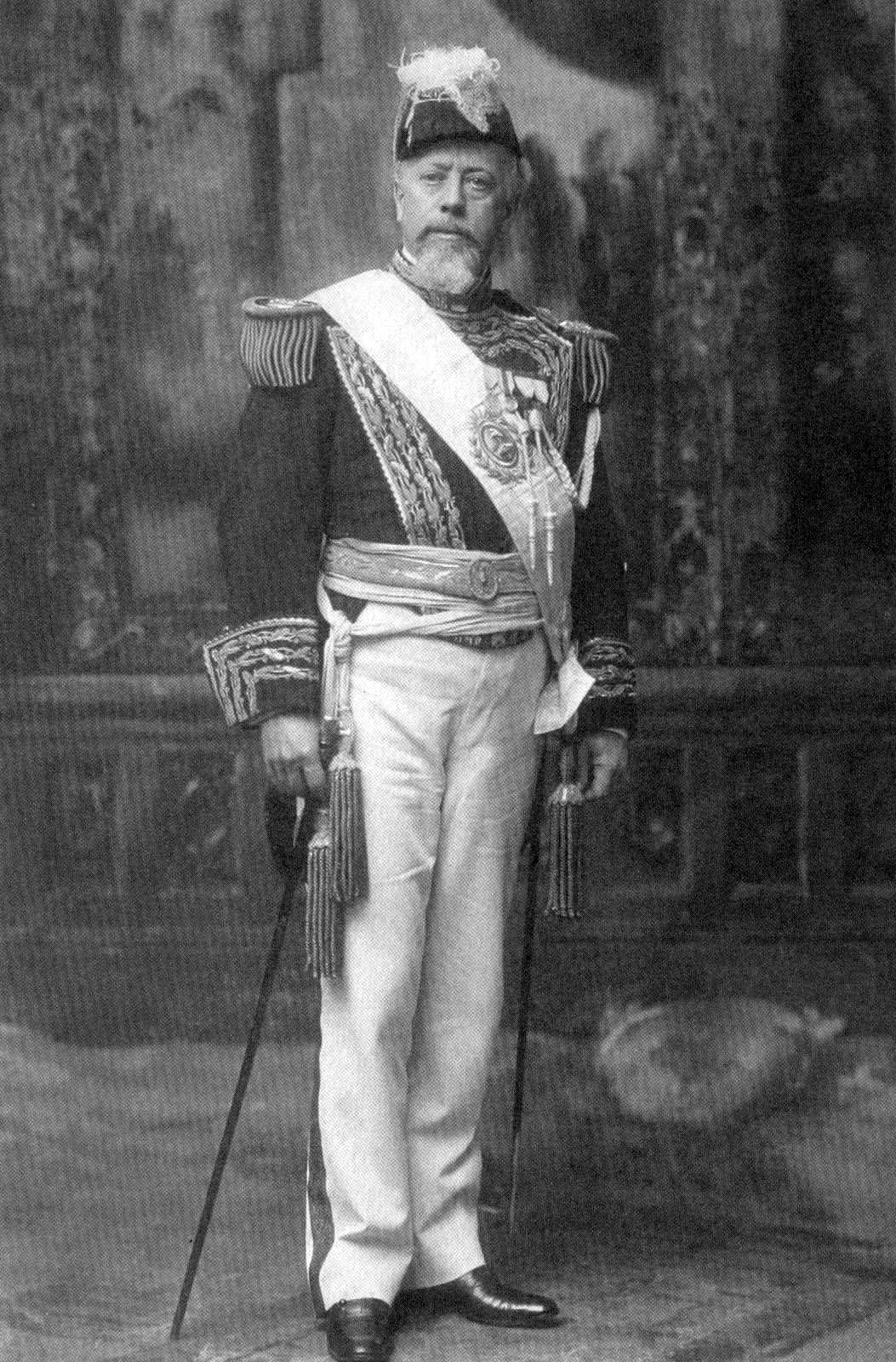
General Julio Argentino Roca (1900)

Por ley N° 12.167/935  se dispuso la creación de una Comisión Pro Monumento al Teniente General Julio Argentino Roca en Buenos Aires. En septiembre de 1935, el presidente de la Nación decreta el nombramiento de la comisión encargada de preparar y dirigir los trabajos relativos al monumento, y además puso a disposición de dicha comisión la suma de $ 350.000. La ley fue ampliada en sus objetivos por la N° 12.565, de 1939, que agregó a sus finalidades la construcción de un segundo monumento, en la ciudad de San Miguel de Tucumán. El concurso internacional fue ganado por José Luis Zorrilla de San Martín. En septiembre de 1935 el presidente de la Nación, Agustín Pedro Justo, decretó el nombramiento de una comisión encargada de preparar y dirigir los trabajos. El vicepresidente de la Nación, era en aquel entonces, Julio Argentino Pascual Roca hijo del homenajeado, y popularmente llamado Julio A Roca (hijo) o "Julito".
En la mencionada comisión el presidente Justo ofició como presidente honorario. El organismo se encontraba integrado, entre otros, por los historiadores Bartolomé Galíndez y Ernesto Padillados, el futuro presidente Ramón Castillo, Joaquín de Anchorena, Saturnino Unzué, Enrique Larreta, Octavio R. Amadeo, Enrique Navarro Viola, dos oficiales de alta graduación, literatos y empresarios. La comisión publicó títulos en torno a la vida y obra de Roca, y además de los monumentos previstos en Buenos Aires y San Miguel de Tucumán, inauguró otros de diversas iniciativas locales, como los de San Carlos de Bariloche, Río Gallegos y Choele Choel. Además realizó diversos actos en honor al extinto presidente. El organismo siguió actuando hasta 1946 y fue el monumento en Buenos Aires el más importante inaugurado, por su ubicación geográfica, su envergadura como obra escultórica, y por la significación simbólica que se buscó asignarle. En un discurso, un representante de la de la comisión, dijo  de él:

...la estatua que en una avenida de Buenos Aires mostrará a Roca en fogoso caballo de guerra con sus arreos de combate y las insignias de la investidura presidencial, como viniendo del desierto a ocupar en la sede histórica los puestos de gobierno que le estaban señalados como predestinación de la gloria.

El día 19 de octubre de 1941 a las 15 horas, se inauguró el monumento (conforme a lo deretado el 30 de julio de 1941) y en su discurso, el Almirante Domecq García, comentó lo excepcional del lugar elegido:

…En esta avenida que lleva su nombre [...] por un concepto que voy a explicar[…] está en la cima de la colina de la Plaza de Mayo, pues existe una diferencia de nivel de 4 metros entre la intersección de esta avenida con la calle Belgrano... el eje de esta avenida tiene una orientación... hacia el sudoeste del mundo que si desde el centro del monumento trazáramos una línea imaginaria... de cientos de kilómetros.. llegaríamos a la confluencia del Limay y Neuquén...

Hacia 1958, la ubicación del monumento en ese lugar fue cuestionada, a lo que la Academia Nacional de Bellas Artes respondió que los monumentos tenían un entorno adecuado, rodeado de edificios.

## Controversias
En la primera década del siglo XXI, los pueblos originarios y sus representantes presentaron reiterados pedidos ante la Legislatura para trasladar el monumento. 
El historiador y escritor anarquista Osvaldo Bayer inició una campaña ante la opinión pública denominada “Desmonumentar” con el objeto de “terminar con el endiosamiento del genocidio y propender a que se quiten los monumentos de la persona de Roca, se reemplace su nombre a todas las calles que lo ostentan”. 
Para esto, Bayer presentó un proyecto de ley en la Legislatura de la Ciudad Autónoma de Buenos Aires proponiendo el traslado del monumento dedicado al general Julio A. Roca a las “tierras bonaerenses recibidas por Roca como premio a su matanza” y su reemplazo por un monumento a la mujer de los pueblos originarios, además del cambio de nombre de la avenida Julio Argentino Roca. En los fundamentos del proyecto de ley se hace referencia a Roca como un “genocida-presidente”.
Se llegó a la audiencia pública, pero se alegó en defensa del monumento que desde la mirada patrimonial no se aconsejaba el traslado de los mismos, además de ser uno de los grupos ecuestres más logrados de la ciudad, llevado a cabo por un artista uruguayo de la trayectoria de  Zorrilla de San Martín. Finalmente la ley no fue aprobada.
El monumento es habitual lugar de convocatoria de protestas y contrafestejos en aniversarios como el 12 de octubre.